# Grand Prix Belgie 1979
Grand Prix Belgie 1979 (oficiálně XXXVII GROTE PRIJS VAN BELGIE) se jela na okruhu Zolder v Limburk v Belgii dne 13. května 1979. Závod byl šestým v pořadí v sezóně 1979 šampionátu Formule 1.

## Kvalifikace
| Poř. | No. | Jezdec                 | Konstruktér        | Čas     | Ztráta |
| ---- | --- | ---------------------- | ------------------ | ------- | ------ |
| 1    | 26  | Jacques Laffite        | Ligier-Ford        | 1.21.13 | —      |
| 2    | 25  | Patrick Depailler      | Ligier-Ford        | 1.21.20 | +0.07  |
| 3    | 6   | Nelson Piquet          | Brabham-Alfa Romeo | 1.21.35 | +0.22  |
| 4    | 27  | Alan Jones             | Williams-Ford      | 1.21.59 | +0.46  |
| 5    | 1   | Mario Andretti         | Lotus-Ford         | 1.21.83 | +0.70  |
| 6    | 12  | Gilles Villeneuve      | Ferrari            | 1.22.08 | +0.95  |
| 7    | 11  | Jody Scheckter         | Ferrari            | 1.22.09 | +0.96  |
| 8    | 28  | Clay Regazzoni         | Williams-Ford      | 1.22.40 | +1.27  |
| 9    | 20  | James Hunt             | Wolf-Ford          | 1.22.55 | +1.42  |
| 10   | 2   | Carlos Reutemann       | Lotus-Ford         | 1.22.56 | +1.43  |
| 11   | 4   | Jean-Pierre Jarier     | Tyrrell-Ford       | 1.22.68 | +1.55  |
| 12   | 3   | Didier Pironi          | Tyrrell-Ford       | 1.22.85 | +1.72  |
| 13   | 5   | Niki Lauda             | Brabham-Alfa Romeo | 1.22.87 | +1.74  |
| 14   | 35  | Bruno Giacomelli       | Alfa Romeo         | 1.23.15 | +2.02  |
| 15   | 31  | Héctor Rebaque         | Lotus-Ford         | 1.23.63 | +2.50  |
| 16   | 29  | Riccardo Patrese       | Arrows-Ford        | 1.23.92 | +2.79  |
| 17   | 15  | Jean-Pierre Jabouille  | Renault            | 1.24.02 | +2.89  |
| 18   | 16  | René Arnoux            | Renault            | 1.24.33 | +3.20  |
| 19   | 7   | John Watson            | McLaren-Ford       | 1.24.37 | +3.24  |
| 20   | 9   | Hans-Joachim Stuck     | ATS-Ford           | 1.24.62 | +3.49  |
| 21   | 17  | Jan Lammers            | Shadow-Ford        | 1.24.76 | +3.63  |
| 22   | 30  | Jochen Mass            | Arrows-Ford        | 1.25.08 | +3.95  |
| 23   | 14  | Emerson Fittipaldi     | Fittipaldi-Ford    | 1.25.18 | +4.05  |
| 24   | 18  | Elio De Angelis        | Shadow-Ford        | 1.25.48 | +4.35  |
| DNQ  | 8   | Patrick Tambay         | McLaren-Ford       | 1.25.69 | +4.56  |
| DNQ  | 24  | Arturo Merzario        | Merzario-Ford      | 1.25.92 | +4.79  |
| DNQ  | 22  | Derek Daly             | Emsign-Ford        | 1.27.83 | +6.70  |
| DNQ  | 36  | Gianfranco Brancatelli | Kauhsen-Ford       | 1.34.48 | +13.35 |

## Závod
| Poř.   | No. | Jezdec                 | Konstruktér        | Počet kol | Čas/Odstoupení | Pořadí na startu | Body |
| ------ | --- | ---------------------- | ------------------ | --------- | -------------- | ---------------- | ---- |
| 1      | 11  | Jody Scheckter         | Ferrari            | 70        | 1:39:59.53     | 7                | 9    |
| 2      | 26  | Jacques Laffite        | Ligier-Ford        | 70        | + 15.36        | 1                | 6    |
| 3      | 3   | Didier Pironi          | Tyrrell-Ford       | 70        | + 35.17        | 12               | 4    |
| 4      | 2   | Carlos Reutemann       | Lotus-Ford         | 70        | + 46.49        | 10               | 3    |
| 5      | 29  | Riccardo Patrese       | Arrows-Ford        | 70        | + 1:04.31      | 16               | 2    |
| 6      | 7   | John Watson            | McLaren-Ford       | 70        | + 1:05.85      | 19               | 1    |
| 7      | 12  | Gilles Villeneuve      | Ferrari            | 69        | + 1 kolo       | 6                |      |
| 8      | 9   | Hans-Joachim Stuck     | ATS-Ford           | 69        | + 1 kolo       | 20               |      |
| 9      | 14  | Emerson Fittipaldi     | Fittipaldi-Ford    | 68        | + 2 kola       | 23               |      |
| 10     | 17  | Jan Lammers            | Shadow-Ford        | 68        | + 2 kola       | 21               |      |
| 11     | 4   | Jean-Pierre Jarier     | Tyrrell-Ford       | 67        | + 3 kola       | 11               |      |
| Ret    | 25  | Patrick Depailler      | Ligier-Ford        | 46        | Nehoda         | 2                |      |
| Ret    | 20  | James Hunt             | Wolf-Ford          | 40        | Nehoda         | 9                |      |
| Ret    | 27  | Alan Jones             | Williams-Ford      | 39        | Elektronika    | 4                |      |
| Ret    | 1   | Mario Andretti         | Lotus-Ford         | 27        | Brzdy          | 5                |      |
| Ret    | 6   | Nelson Piquet          | Brabham-Alfa Romeo | 23        | Motor          | 3                |      |
| Ret    | 5   | Niki Lauda             | Brabham-Alfa Romeo | 23        | Motor          | 13               |      |
| Ret    | 16  | René Arnoux            | Renault            | 22        | Turbo          | 18               |      |
| Ret    | 35  | Bruno Giacomelli       | Alfa Romeo         | 21        | Kolize         | 14               |      |
| Ret    | 18  | Elio de Angelis        | Shadow-Ford        | 21        | Kolize         | 24               |      |
| Ret    | 30  | Jochen Mass            | Arrows-Ford        | 17        | Motor          | 22               |      |
| Ret    | 31  | Héctor Rebaque         | Lotus-Ford         | 13        | Převodovka     | 15               |      |
| Ret    | 15  | Jean-Pierre Jabouille  | Renault            | 13        | Turbo          | 17               |      |
| Ret    | 28  | Clay Regazzoni         | Williams-Ford      | 1         | Kolize         | 8                |      |
| DNQ    | 8   | Patrick Tambay         | McLaren-Ford       |           |                |                  |      |
| DNQ    | 24  | Arturo Merzario        | Merzario-Ford      |           |                |                  |      |
| DNQ    | 22  | Derek Daly             | Ensign-Ford        |           |                |                  |      |
| DNQ    | 36  | Gianfranco Brancatelli | Kauhsen-Ford       |           |                |                  |      |
| Zdroj: |     |                        |                    |           |                |                  |      |

## Průběžné pořadí po závodě
Pohár jezdců
| Pořadí | Jezdec            | Body    |
| ------ | ----------------- | ------- |
| 1      | Jacques Laffite   | 24      |
| 2      | Jody Scheckter    | 24 (25) |
| 3      | Gilles Villeneuve | 20      |
| 4      | Patrick Depailler | 20      |
| 5      | Carlos Reutemann  | 19 (21) |
| Zdroj: |                   |         |

Pohár konstruktérů
| Pořadí | Konstruktér  | Body |
| ------ | ------------ | ---- |
| 1      | Ferrari      | 45   |
| 2      | Ligier-Ford  | 44   |
| 3      | Lotus-Ford   | 33   |
| 4      | Tyrrell-Ford | 15   |
| 5      | McLaren-Ford | 5    |
| Zdroj: |              |      |